# Syv sange opus 4
Syv sange is een verzameling liederen van Agathe Backer-Grøndahl. Het was de vierde verzameling liedjes die van haar verscheen. De liedjes werden gepubliceerd door Edition Wilhelm Hansen voor de wereld en Warmuth Musikforlag voor Noorwegen. De liederen werden zowel in het Duits als Deens afgedrukt. Ze zijn opgedragen aan Niels Gade, de Deense componist en enige tijd leraar van Agathe Backer-Grøndahl.
De zeven liederen zijn:
- Lied op tekst van Emanuel Geibel in allegretto in F majeur
- Es fiel ein Reif in der Frühlingsnacht op tekst van Heinrich Heine in andante in Bes majeur
- Sie liebten sich beide op tekst van Heinrich Heine in moderato in Des majeur
- Nachts in der Kajüte op tekst van Heinrich Heine in andante in Bes majeur
- Der Wunde Ritter op tekst van Heinrich Heine in moderato in d mineur
- Wandrers Nachlied op tekst van Johann Wolfgang von Goethe in andante sostenuto in Es majeur
- Nähe des Geliebten op tekst van Johann Wolfgang von Goethe in allegretto moderato in Es majeur